# Szpinet

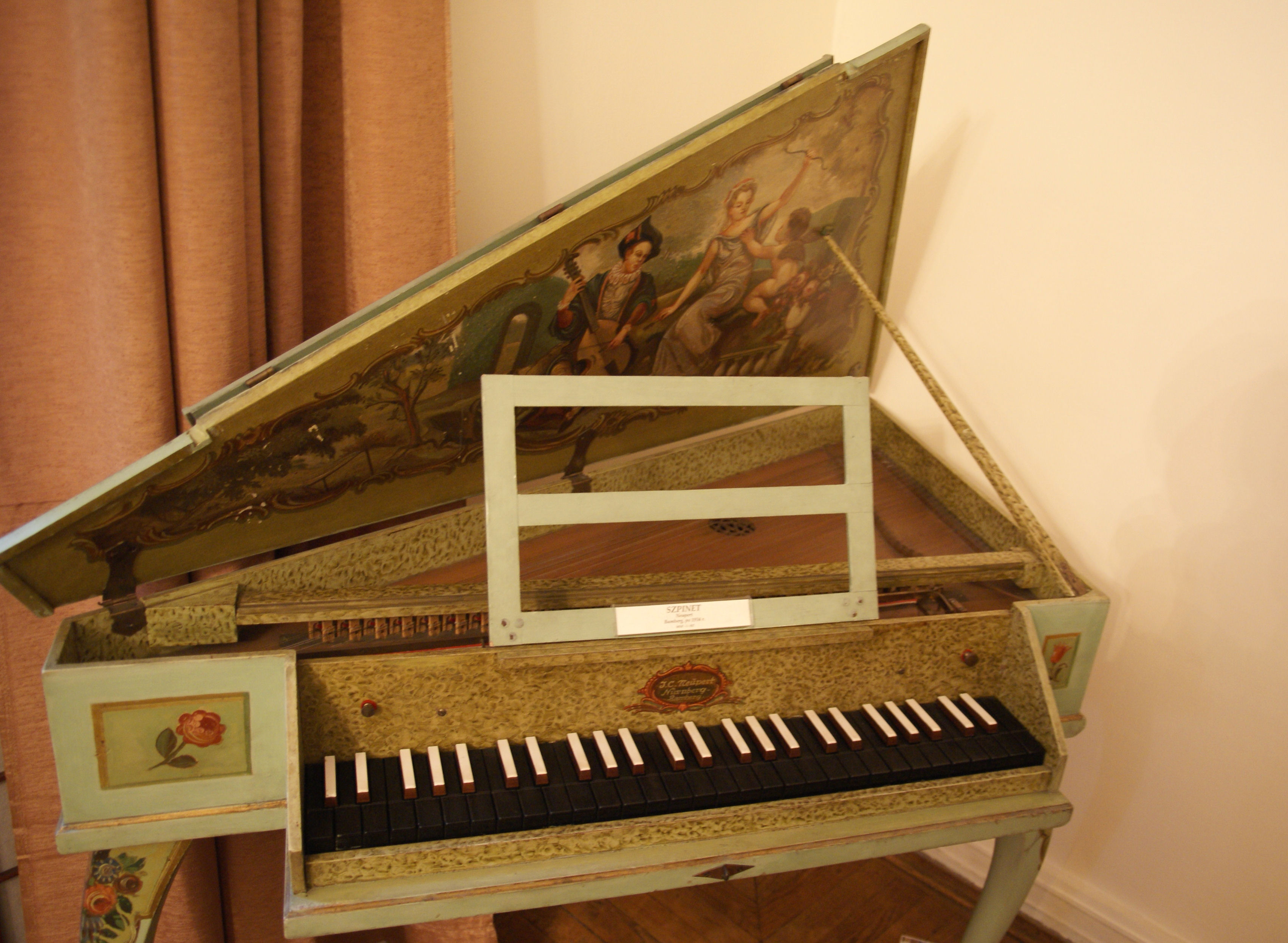
Szpinet w Muzeum Instrumentów Muzycznych w Poznaniu.

Szpinet (spinet, oktawka) – instrument muzyczny strunowo-klawiszowy, popularny w XVII wieku, odmiana klawesynu.
Szpinet stoi na 3 nogach, ma trójkątne lub czworokątne, czasem pięciokątne pudło rezonansowe i skalę do 5 oktaw (najczęściej 3-4). 
W przeciwieństwie do klawesynu ma tylko pojedynczy naciąg strun (8' - rejestr ośmiostopowy, nietransponujący - patrz klawesyn). Oznacza to, że skoczki zaopatrzone w piórka po uderzeniu klawisza szarpią tylko jedną strunę, której wysokość dokładnie odpowiada wysokości dźwięku zapisanej w nutach. Wiąże się to ze znacznie mniejszym wolumenem tego instrumentu w porównaniu z klawesynem. Szpinet był wykorzystywany w XVII i XVIII wieku jako instrument gabinetowy, głównie do użytku domowego.